# Udamopyga niagarana
Udamopyga niagarana är en tvåvingeart som först beskrevs av Parker 1918.  Udamopyga niagarana ingår i släktet Udamopyga och familjen köttflugor. Inga underarter finns listade i Catalogue of Life.